# Burg Haßloch (Rüsselsheim am Main)
Die Burg Haßloch ist eine abgegangene Wasserburg am südöstlichen Teil des heutigen Stadtteils Haßloch der Stadt Rüsselsheim am Main im Kreis Groß-Gerau in Hessen.

## Lage
Das heutige Anwesen liegt südöstlich vom Zentrum des heutigen Stadtteils Haßloch, etwa zwei Kilometer südlich von Rüsselsheim in Hörweite zum Rüsselsheimer Dreieck im Rhein-Main-Gebiet. Die Wasserburg war am Ende der heutigen Stichstraße Am Burggraben gelegen. Zu Zeiten des Erbaus lag sie am südlichen Dorfende von Haßloch. Ort und Burg sind ostwärts von der alten Main-Schleife, der Horlache, umgeben.

## Geschichte
Ursprünglich lag an dieser Stelle nur eine Hofanlage, 1155/58 wird der Hof, im Besitz des Mainzer Klosters Sankt Alban, an das Rheingauer Kloster Eberbach veräußert. 1162 oder 1177 bestätigt Papst Alexander III. dem Kloster Eberbach den Besitz ihres Hofes zu Hassloch. Vögte des Gebietes zu Beginn des 13. Jahrhunderts waren zu dieser Zeit die Herren von Eschollbrücken, genannt ist Rupert von Eschollbrücken, im Dienst der Herren von Rieneck, diese wiederum Mainz untertan. Mit dem Tod von Rupert von Eschollbrücken fiel die Vogtei an Kurmainz zurück, gelangte aber wohl dann vollständig an das Kloster Eberbach, da dieses die volle Ablösungssumme zahlte.
1331 erwarb Kuno von Falkenstein im Tausch gegen den Zehnten zu Ober-Eschbach und Dorf-Güll das günstig in der Nähe alter Straßen gelegene Hofgut und die zugehörige Vogtei. Er trug Hof und Vogtei dem Kloster Fulda zu Lehen auf. Kuno von Falkenstein erbaute am Standort des Hofes eine Wasserburg. Diese Wasserburg entwickelte sich zum Schaden vorbeiziehender Kaufleute zu einem Raubritternest, das vor allem Kurtrierer und kurmainzerische Interessen verletzte. Der Trierer Erzbischof Balduin von Luxemburg ließ die Burg daraufhin 1352 zerstören. Obwohl auf dem Mainzer Gerichtstag 1353 vom späteren Kaiser Karl IV. ein Wiederaufbau-Verbot verkündet wurde, erneuerten Kuno und Philipp von Falkenstein die Burg und setzten ihre Überfälle fort. Schon 1355 zerstörte deshalb ein Aufgebot der Reichsstadt Frankfurt die Burg in Teilen erneut. Karl IV. erließ von Pisa aus eine Anordnung, die den Falkensteinern verbot, Haseloch als burglichen Bau mit Türmen, Mauern und Gräben wiederzuerrichten.
Obwohl ganz Haßloch 1356 in Besitz der Falkensteiner war, ließ der Mainzer Erzbischof Gerlach von Nassau im Verlauf einer Fehde mit Kuno von Falkenstein die Burg im selben Jahr im Handstreich besetzen; Proteste der Falkensteiner beim Rat der Reichsstadt halfen nichts und der Erzbischof erhielt zusätzlich von Kaiser Karl IV. das Recht zu einer Stadtgründung. Zu dieser kam es nie, die Erzbischöfe von Mainz blieben jedoch die Besitzer von Ort und Burg bis 1803. Kurmainz ließ die Burg erneuern und besetzte sie mit Burgmannen. 1358 ist von diesen der Edelknecht Konrad von Nassau als Burggraf urkundlich. Zwischenzeitlich scheint die Burg von den Mainzern aber an Mainzer Lehensleute übergeben wurden zu sein. 1441 bestätigen nämlich Johann von Cronberg und Adam von Erlenbach genannt von Weilbach dem Mainzer Erzbischof Dietrich Schenk von Erbach die Rückgabe Astheims und die fortbestehende Verpfändung der Burg Haßloch. Henne von Erlenbach genannt von Weilbach, Hofmarschall des Erzbischofs und ab 1438 Hofmeister, hatte wohl von Dietrich um 1437 die Burg verschrieben bekommen. Als Hennes Erben geben sie den Astheimer Gerichtsanteil dem Erzbischof zurück und bestätigten, das die Verpfändung Haßlochs davon unberührt bliebe. Johann von Kronberg war mit Margarethe, Tochter des Henne von Erlenbach genannt von Weilbach verheiratet. Von den beiden Stiftern gab es je ein Glasfenster mit ihren Wappen in der Kronberger Johanniskirche. Adam war der Sohn des Henne. Mit seinen Söhnen  Adam und Johann scheint die Erlenbacher Linie, die den Stiefel im Wappen trug, nach 1475 erloschen zu sein.
In den folgenden Jahrhunderten schnell an Bedeutung verloren, wurde die Burg im Dreißigjährigen Krieg endgültig zerstört. Die Reste der Ruine wurden zum Wiederaufbau des Ortes benutzt, die Gräben verlandeten. Im Jahr 1805 wurden die Überreste der Burg von der Gemeinde erworben. Bis 1815 standen noch die Grundmauern bis in Manneshöhe, der Burggraben, angeblich in den Fels gehauen, war noch mit Wasser gefüllt. Nach 1844 war nichts mehr davon sichtbar. Ein darauf errichtetes Gebäude diente Mitte des 19. Jahrhunderts als Pfarrhaus (Filiale von Flörsheim).

## Anlage
Die quadratische Wasserburg hatte eine Seitenlänge von etwa 43 Metern. Nach der Zerstörung im Dreißigjährigen Krieg wurden die Baureste der Ruine zur Steingewinnung abgetragen. Heute sind nur noch Grabenreste, Fundamentreste (die im Gebäude des Altenheimes eingefasst wurden) und Reste eines Zweischalen-Brunnens erhalten. Eine neuere Bebauung, heute als Altenheim genutzt, steht auf dem mehrfach überbauten Anwesen.